# سوخورعلي محمد غل محمدي (مقاطعة غيلانغرب)
سوخورعليمحمد غل‌محمدي (بالفارسية: سوخورعلی‌محمد گل‌محمدی) هي قرية تقع في قسم حيدريه الريفي في إيران. يقدر عدد سكانها بـ 229 نسمة .